# Tryńcza (gmina)
La gmina de Tryńcza est une commune rurale (gmina wiejska) du sud-est de la Pologne située dans la Voïvodie des Basses-Carpates faisant partie du powiat de Przeworsk. D'une superficie de 70,1 km², elle comptait 8 459 habitants en 2017. 
Son siège, le village de Tryńcza se situe à environ 12 km de Przeworsk, le siège du powiat et 54 km de Rzeszów, la capitale régionale. 